# Analco (Jalisco)
Analco es uno de los tres asentamientos fundacionales de Guadalajara, Jalisco, tras su última fundación en el Valle de Atemajac. Es de los más tradicionales, distinguiéndose por su dinámica particular y fuerte carga histórica. Proviene del vocablo náhuatl que significa «al otro lado del río», asentado, como su toponimia lo indicaba, a un costado del entonces río San Juan de Dios -actualmente entubado y convertido en la actual avenida de la Calzada Independencia-. ya que en el otro costado se establecieron los Mexicas, traídos por los españoles para apoyar la conquista de esta zona, en el barrio llamado Mexicaltzingo. Inicia su vida como pueblo indígena y se incorpora en 1821 como un barrio más de la capital. Cuenta con uno de los monumentos históricos más importantes de la urbe que data de la época colonial: el templo de San Sebastián de Analco, el cual fue asentado por frailes franciscanos en el siglo XVI.
Fundado inmediato al cuarto y último establecimiento de Guadalajara del Reino de Nueva Galicia, aproximadamente en 1543, se edificó por varios motivos, el principal era la formación religiosa de los indígenas cocas y tecuexes, sin embargo también se creó por la necesidad de organizar la evangelización en occidente y protegerse de los pueblos no dominados. 
Erigido con mano de obra indígena, empezó como una pequeña ermita que poseía una imagen de San Sebastián, de la cual pronto se le atribuyeron varios milagros; aunque la mayoría de la construcción data de la segunda mitad del siglo XVII. Su fachada revela diversos momentos de reconstrucción y está compuesta de tres cuerpos con sus puertas, el pórtico principal y su atrio. 
Aunque su paisaje ha cambiado desde su creación, aún podemos apreciar su bella arquitectura, compartiendo espacio junto con El patio de los Angeles a un costado, su kiosco al centro del jardín, monumentos de bronce a Cuauhtémoc y Tenamaztli (principal personaje en la guerra del Mixton). Se encuentra también el monumento a las víctimas de las explosiones de Guadalajara de 1992. Está ubicado entre la calle Cuauhtémoc y 28 de enero, Sector Reforma.